# 澳大利亚边境战争
澳大利亚边境战争（英語：Australian Frontier Wars）是指澳大利亚殖民时期，原住民与主要是英国移民之间的暴力冲突。第一次冲突发生在1788年1月第一舰队登陆后的几个月，最后一次边境冲突发生在1901年澳大利亚各殖民地联邦化后的20世纪初，有些冲突一直持续到1934年。据估计，至少有10万原住民和2000-2500名移民在这些冲突中死亡。冲突发生在澳大利亚的多个地点。英国殖民者为了占领土地和资源，与原住民发生了多次冲突。原住民采用了游击战的策略，用矛、棍和其他简单的武器进行抵抗。英国殖民者则利用火器、马匹和警察部队的优势，进行了大规模的屠杀和报复。战争发生在澳大利亚的各个地区，其中昆士兰州是最血腥的殖民前沿，估计有超过6万5千名原住民被杀。战争持续了近150年，直到20世纪初才基本结束。战争的性质和规模长期被历史学家忽视或争议，直到20世纪后期才开始受到更多的关注和研究。一些学者认为这些事件构成了种族灭绝。澳大利亚战争纪念馆目前不纪念这些战争，但有一些历史学家和原住民活动家呼吁改变这一状况。